# Prinsgemal
En prinsgemal er en kvindelig regents ægtemand, medmindre ægtemanden har titel af kongegemal eller selv er konge i egen ret.
Prins Henrik blev fra 2005 til 2016 officielt benævnt "Henrik, Prinsgemalen".

## Britiske prinsgemaler
- Prins Jørgen af Danmark, gift med dronning Anne af Storbritannien; prins Jørgen blev aldrig kronet.
- Prins Albert af Sachsen-Coburg og Gotha, gift med dronning Victoria af Storbritannien; prins Albert blev aldrig kronet.
- Prins Philip, hertug af Edinburgh, gift med dronning Elizabeth 2. af Storbritannien; prins Philip er ikke blevet kronet.

## Nederlandske prinsgemaler
- Prins Henrik af Mecklenburg-Schwerin, gift med dronning Vilhelmine af Nederlandene
- Prins Bernhard af Lippe-Biesterfeld, gift med dronning Juliana af Nederlandene
- Prins (jonkheer) Claus van Amsberg, gift med dronning Beatrix af Nederlandene

## Nuværende prinsgemaler
Med Prins Philip, Hertugen af Edinburghs død d. 9. april 2021 oplevede man for første gang i lidt over 120 år, at der ikke var nogen fungerende prinsgemal noget sted i verden. I Europa er der dog en del kvindelige tronarvinger, der venter på at overtage tronen, når dette måtte blive aktuelt, og til den tid må det forventes, at der igen vil indfinde sig prinsgemaler rundt om i nogle af fyrstehusene.